# V350 Sagittarii
V350 Sagittarii (V350 Sgr) es una estrella variable en la constelación de Sagitario.
Se encuentra a una distancia de aproximadamente 808 años luz del sistema solar.
V350 Sagittarii es una variable cefeida de magnitud aparente media +7,47, siendo su brillo inferior al de X Sagittarii, W Sagittarii o Y Sagittarii, las cefeidas más prominentes de Sagitario.
El brillo de V350 Sagittarii oscila entre magnitud aparente +7,08 y +7,83 en un período de 5,1542 días. Este período parece aumentar con el tiempo a razón de 1,53 segundos por año. De tipo espectral medio F8Ib/II, su temperatura efectiva es de 5320 K. Tiene un radio 48 veces más grande que el radio solar y una masa estimada 6,3 veces mayor que la del Sol. Su contenido metálico es mayor que el solar —aproximadamente un 50% más alto—, siendo su índice de metalicidad [Fe/H] = +0,18.
V350 Sagittarii es una estrella binaria espectroscópica. El período orbital del sistema es de 1482 días, siendo la órbita notablemente excéntrica (ε = 0,405).